# The Angelic Process
The Angelic Process war eine 1999 gegründete und 2007 aufgelöste Drone-Doom-Band.

## Geschichte
The Angelic Process wurde 1999 von dem Ehepaar Kristopher “K.Angylus” Fairchild und Monica „MDragynfly“ Henson gegründet. Das in Macon (Georgia) angesiedelte Duo debütierte 2001 mit …and Your Blood is Full of Honey, welches über Crucial Blast veröffentlicht wurde. Mit Coma Waering Artwrek Records 2003 und Weighing Souls With Sand  über Profound Lore Records 2007 folgten noch zwei weitere Alben. Dabei bildete Weighing Souls With Sand  die letzte reguläre Veröffentlichung des Duos.
Fairchild beendete im Oktober die Aktivität der Band aufgrund gesundheitlicher Schwierigkeiten. Eine Beeinträchtigung durch den in einem Verkehrsunfall begründeten Bruch seiner rechten Hand verschlimmerte sich und verhinderte das weitere Musizieren. Im Juni 2008 machte Henson den Suizid Fairchilds vom April 2008 publik. Sie gab diverse gesundheitliche und mentale Beeinträchtigungen als mögliche Begründung für seinen Suizid an.
Posthum erschien 2017 die Kompilation We All Die Laughing über Burning World Records.

## Stil
Der von The Angelic Process gespielte Stil wird als Drone Doom unter dem Einfluss des Shoegazing-Stils und des Ambient beschrieben. Mitunter wird die Musik als Ambient Drone Doom bezeichnet. Die Musik wird dabei häufig mit jener von Nadja und jener des Debüts von Jesu verglichen.
Die Musik wird für Drone Doom üblich durch hallende langsame und „[w]eiträumige Gitarrenwände“ sowie ein Bassspiel im tiefen Frequenzbereich dominiert. Das Schlagzeug präsentiere sich hingegen eher langsam, kalt und trocken. Der Gesang sei indes in den Hintergrund gemischt und ebenfalls mit Hall versehen. Dabei transportiere die Musik eine dem Shoegazing ähnliche, traurige und dennoch warme, Atmosphäre.

## Diskografie
- 2001: …and Your Blood is Full of Honey (Album, Crucial Blast)
- 2003: Coma Waering (Album, Artwrek; 2006, Paradigms Recordings)
- 2003: Solipsistic (Promo-Album, Artwrek)
- 2006: Sigh (EP, Decaying Sun Records)
- 2006: We All Die Laughing (Kompilation, Decaying Sun Records)
- 2007: Weighing Souls With Sand (Album, Profound Lore Records)
- 2017: We All Die Laughing (Kompilation, Burning World Records)